# Ефремов, Андрей Георгиевич

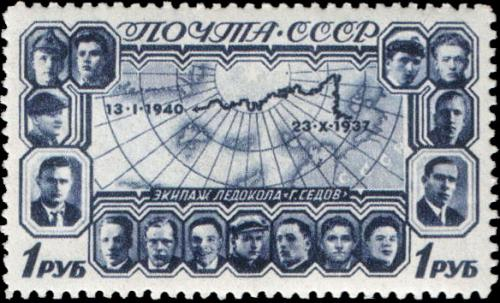
Экипаж ледокола «Георгий Седов»

Андре́й Гео́ргиевич Ефре́мов (1908 год, Сретенск, Забайкальская область — 1941 год) — старший помощник капитана парохода ледокольного типа «Георгий Седов» Главного управления Северного морского пути. Участник Великой Отечественной войны. Герой Советского Союза. Почётный полярник.

## Биография
Родился в семье государственного служащего 9 июня 1908 года в городе Сретенске Забайкальской области Российской империи.
В 19 лет закончил Владивостокский морской техникум, после чего в течение двух лет работал на судах Тихоокеанского флота. Срочную службу в Красной Армии проходил с 1929 по 1931 годы. После увольнения в запас поступил в Ленинградский институт инженеров водного транспорта, который окончил в 1933 году, затем занимался преподавательской деятельностью во Владивостокском морском техникуме. В 1935 году начал принимать участие в арктических походах — помощником капитана на ледоколе «Красин» и в качестве старшего гидрографа-навигатора на ледокольном пароходе «Малыгин».
С августа 1937 по январь 1940 года, являясь старшим помощником капитана на пароходе ледокольного типа «Георгий Седов», стал невольным участником легендарного дрейфа по Северному Ледовитому океану, в ходе которого проявил себя мужественно и стойко.
3 февраля 1940 года Президиумом Верховного Совета СССР был выпущен указ о присвоении помощнику капитана парохода ледокольного типа «Георгий Седов» Ефремову Андрею Георгиевичу звания Героя Советского Союза с вручением ордена Ленина и медали «Золотая Звезда» (№ 228) за «…проведение героического дрейфа, выполнение обширной программы исследований в трудных условиях Арктики и проявленное при этом мужество и настойчивость» и выдаче денежной премии в размере 25 000 рублей.
Участник Великой Отечественной войны с её первых дней в звании военного инженера 3-го ранга. Занимал должность старшего помощника командира сетевого заградителя «Азимут».
Погиб 18 ноября 1941 года в бою, когда «Азимут» выполнял переход в Финляндию к полуострову Ханко. Тело героя было похоронено в море.
В честь А. Г. Ефремова был назван остров в Антарктиде (открыт и нанесен на карту в 1966 году).

## Награды
- Золотая Звезда Героя Советского Союза.
- Два ордена Ленина.
- Нагрудный знак «Почётному полярнику».